# Seznam najbolj proizvajanih zrakoplovov
Seznam najbolj proizvajanih zrakoplovov s proizvodnjo čez 5 000 primerkov. Vsebuje tudi licenčno proizvodnjo.
Seznam vsebuje letala, jadralna letala, helikopterje, balone, zračne ladje in drugo.
Modro obarvani so še vedno v proizvodnji.
| Oznaka                            | Število proizvedenih | Država                 | Zaznamek                                                        | Čas proizvodnje |
| --------------------------------- | -------------------- | ---------------------- | --------------------------------------------------------------- | --------------- |
| Cessna 172                        | 43 000~              | ZDA                    | Še v proizvodnji                                                | 1956–do danes   |
| Iljušin Il-2                      | 36 183               | Sovjetska zveza        | Najbolj proizvajano vojaško letalo                              | 1941–1945       |
| Messerschmitt Bf 109              | 34 852               | Nemčija                | Najbolj proizvajan lovec                                        | 1936–1958       |
| Piper PA-28 Cherokee              | 32 778+              | ZDA                    | Še v proizvodnji                                                | 1960–do danes   |
| Cessna 150                        | 23 949               | ZDA                    | Najbolj proizvajan dvosed                                       | 1958–1977       |
| Cessna 182                        | 23,237+              | ZDA                    | Še v proizvodnji                                                | 1956–do danes   |
| Beechcraft Bonanza                | 22 000+              | ZDA                    | Letalo z najdaljšim časom proizvodnje, še v proizvodnji         | 1947–do danes   |
| Supermarine Spitfire              | 20 351               | Združeno kraljestvo    |                                                                 | 1938–1948       |
| Focke-Wulf Fw 190                 | 20 051               | Nemčija                |                                                                 | 1939–1945       |
| Piper J-3 Cub                     | 20 038               | ZDA                    | Najbolj proizvajano letalo s krili iz tkanine                   | 1938–1947       |
| Polikarpov Po-2                   | 20 000               | Sovjetska zveza        | Najbolj proizvajan dvokrilnik. Možna produkcija do 33 000 letal | 1928–1952       |
| Consolidated B-24 Liberator       | 18 482               | ZDA                    | Najbolj proizvajan težki bombnik                                | 1940–1945       |
| Antonov An-2                      | 18 000+              | Sovjetska zveza        | Dvokrilnik z najdaljšo proizvodnjo                              | 1947–do danes   |
| Mikojan-Gurevič MiG-15            | 18 000+              | Sovjetska zveza        | Najbolj proizvajan reaktivec                                    | 1947-1950       |
| Mil Mi-8                          | 17 000+              | Sovjetska zveza/Rusija | Najbolj proizvajan helikopter, še v proizvodnji                 | 1961–do danes   |
| Jakovljev Jak-9                   | 16 769               | Sovjetska zveza        |                                                                 | 1942–1948       |
| Douglas DC-3                      | 16 079               | ZDA                    | Najbolj proizvajano potniško letalo                             | 1935–1952       |
| Bell Huey/Iroquois                | 16 000+              | ZDA                    | Najbolj proizvajan zahodni helikopter                           | 1959–do danes   |
| Republic P-47 Thunderbolt         | 15 660               | ZDA                    | Najbolj proizvajan ameriški lovec                               | 1942–1945       |
| North American P-51 Mustang       | 15 586               | ZDA                    |                                                                 | 1940–1951       |
| North American T-6 Texan          | 15 495               | ZDA                    | Trenažer                                                        | 1937-1950s      |
| Junkers Ju 88                     | 15 183               | Nemčija                | Večnamensko vojaško letalo                                      | 1939–1945       |
| Hawker Hurricane                  | 14 527               | Združeno kraljestvo    | Grajen tudi v Kanadi                                            | 1937–1944       |
| Mikojan-Gurevič MiG-21            | 13 996               | Sovjetska zveza        | Najbolj proizvajano nadzvočno letalo                            | 1959–2006       |
| Curtiss P-40 Warhawk              | 13 738               | ZDA                    | Tretji najbolj proizvajan lovec Druge svetovne vojne            | 1939–1944       |
| Chotia Weedhopper                 | 13 000               | ZDA                    | Ultralahko letalo, še v proizvodnji                             | 1977–present    |
| Boeing B-17 Flying Fortress       | 12 731               | ZDA                    | 1937–1945                                                       |                 |
| Vought F4U Corsair                | 12 571               | ZDA                    |                                                                 | 1941–1952       |
| Grumman F6F Hellcat               | 12 275               | ZDA                    | Palubni lovec                                                   | 1942–1945       |
| Vultee BT-13 Valiant              | 11 537               | ZDA                    | Trenažer                                                        | 1939–1947       |
| Vickers Wellington                | 11 461               | Združeno kraljestvo    | Srednji bombnik                                                 | 1936–1945       |
| Petljakov Pe-2                    | 11 427               | Sovjetska zveza        |                                                                 |                 |
| Avro Anson                        | 11 029               | Združeno kraljestvo    | Grajen tudi v Kanadi                                            | 1935–1952       |
| Mitsubishi A6M Zero               | 10 939               | Japonska               |                                                                 | 1940–1945       |
| Piper PA-20 Pacer                 | 10 610               | ZDA                    | Vključuje Piper PA-20 Pacer in Piper PA-22 Tri-Pacer            | 1950–1964       |
| Mikojan-Gurevič MiG-17            | 10 367               | Sovjetska zveza        | Grajen tudi na Kitajskem kot Shenyang J-5 in JJ-5               | 1951–1986       |
| Lockheed P-38 Lightning           | 10 037               | ZDA                    | Večnamenski lovec.                                              | 1941–1945       |
| Aeronca Champion                  | 10 000+              | ZDA                    |                                                                 | 1946–1950       |
| DFS SG 38 Schulgleiter            | 10 000~              | Nemčija                | Jadralno letalo                                                 | 1938–1944       |
| North American B-25 Mitchell      | 9 984                | ZDA                    |                                                                 |                 |
| Lavočkin La-5                     | 9 920                | Sovjetska zveza        |                                                                 |                 |
| North American F-86 Sabre/FJ Fury | 9 860                | ZDA                    | Grajen tudi v Avstraliji in Kanadi                              | 1947–1956       |
| Grumman TBF Avenger               | 9 837                | United States          |                                                                 |                 |
| Bell P-39 Airacobra               | 9 584                | ZDA                    |                                                                 | 1938–1944       |
| Cessna 210                        | 9 240                | ZDA                    |                                                                 | 1957–1985       |
| Piper PA-18 Super Cub             | 9 000                | ZDA                    |                                                                 | 1949–1994       |
| Beechcraft Model 18               | 9 000                | ZDA                    |                                                                 | 1937–1970       |
| Jakovljev Jak-18                  | 9 000                | Sovjetska zveza        |                                                                 | 1946-1960s      |
| Avro 504                          | 8 970                | Združeno kraljestvo    | Najbolj proizvajano letalo Prve svetovne vojne                  | 1913–1918       |
| Jakovljev Jak-1                   | 8 720                | Sovjetska zveza        |                                                                 | 1940–1944       |
| Polikarpov I-16                   | 8 644                | Sovjetska zveza        |                                                                 | 1934–1943       |
| Boeing-Stearman Model 75          | 8 584                | ZDA                    |                                                                 | 1934–1942       |
| Cessna 206                        | 8 509                | ZDA                    | 205, 206, in 207                                                | 1962–do danes   |
| SPAD S.XIII                       | 8 472                | Francija               | Drugo najbolj proizvajano letalo Prve svetovne vojne            | 1917–1918       |
| La Mouette Atlas                  | 8000+                | Francija               | jadralno letalo                                                 | 1979–do danes   |
| Grumman F4F Wildcat               | 7 885                | ZDA                    |                                                                 |                 |
| Boeing 737                        | 7 865                | ZDA                    | Najbolj proizvajana veliko reaktivno letalo, še v proizvodnji   | 1967–do danes   |
| Piper PA-32                       | 7 842+               | ZDA                    | Povečan PA-28                                                   | 1965–2007       |
| Breguet 14                        | 7 800                | Francija               | 2 300 zgrajenih po koncu Prve Svetovne vojne                    | 1916–1928       |
| de Havilland Mosquito             | 7,781                | Zduženo kraljestvo     | Grajen tudi v Avstraliji in Kanadi                              | 1940–1950       |
| Cessna 120 and 140                | 7 664                | ZDA                    |                                                                 | 1946–1950       |
| Cessna 152                        | 7 584                | ZDA                    | Proizvajan tudi v Franciji                                      | 1977–1986       |
| Republic F-84 Thunderjet          | 7 24                 | ZDA                    |                                                                 |                 |
| Douglas DB-7                      | 7 478                | ZDA                    |                                                                 |                 |
| Avro Lancaster                    | 7 377                | Združeno kraljestvo    | 430 pod licenco v Kanadi                                        | 1942–1945       |
| Bell 206 Jetranger                | 7 340+               | ZDA                    | Proizvajan tudi v Kanadi in Italiji                             | 1966–do danes   |
| Heinkel He 111                    | 7 300                | Nemčija                | Proizvajan tudi v Španiji kot CASA C.2111                       | 1935–1944       |
| Curtiss SB2C Helldiver            | 7 140                | ZDA                    | 1135 zgrajenih v Kanadi                                         | 1940–1945       |
| de Havilland Tiger Moth           | 7 105                | Združeno kraljestvo    | Proizvajan tudi v Kanadi in Avstraliji                          | 1931–1944       |
| Piper PA-23                       | 6 976                | ZDA                    |                                                                 | 1952–1981       |
| Curtiss JN-4                      | 6 813                | ZDA                    |                                                                 |                 |
| Polikarpov I-15                   | 6 750                | Sovjetska zveza        | Proizvajan tudi v Španiji                                       |                 |
| Tupoljev SB                       | 6 656                | Sovjetska zveza        | Proizvajan tudi v Čehoslovakiji                                 | 1936–1941       |
| Lockheed T-33 Shooting Star       | 6 557                | ZDA                    | Proizvajan tudi v Kanadi (Canadair)                             |                 |
| Jakovljev Jak-7                   | 6 399                | Sovjetska zveza        |                                                                 |                 |
| Cessna 310                        | 6 321                | ZDA                    |                                                                 | 1954–1980       |
| Lavočkin-Gorbunov-Gudkov LaGG-3   | 6 258                | Sovjetska zveza        |                                                                 | 1941–1942       |
| Iljušin Il-10                     | 6 226                | Sovjetska zveza        | Proizvajan tudi v Čehoslovakiji kot Avia B-33/CB-33             | 1944–1954       |
| Cessna 180                        | 6 193                | ZDA                    |                                                                 | 1953–1981       |
| Handley Page Halifax              | 6 176                | Združeno kraljestvo    | Težki bombnik                                                   | 1940–1946       |
| Messerschmitt Bf 110              | 6 150                | Nemčija                | Večina virov podaja 6 000–6 150                                 |                 |
| Junkers Ju 87                     | 6 000                | Nemčija                |                                                                 |                 |
| Polikarpov R-5                    | 6 000                | Sovjetska zveza        |                                                                 |                 |
| Sopwith 1½ Strutter               | 5 939                | Združeno kraljestvo    | Večina zgrajenih v Franciji                                     | 1917–1918       |
| Douglas SBD Dauntless             | 5 936                | ZDA                    |                                                                 | 1940–1944       |
| Bristol Beaufighter               | 5,928                | Zdreženo kraljestvo    | Proizvajan tudi v Avstraliji                                    | 1940–1946       |
| Nakajima Ki-43                    | 5 919                | Japonska               |                                                                 | 1942–1945       |
| družina Airbus A320               | 5 895                | Večnarodno             | A318/A319/A320/A321                                             | 1988–do danes   |
| Yokosuka K5Y                      | 5 770                | Japonska               |                                                                 | 1934–1945       |
| Lavočkin La-7                     | 5 753                | Sovjetska zveza        |                                                                 |                 |
| Antonov A-1                       | 5 700                | Sovjetska zveza        |                                                                 | 1930–1940       |
| Robinson R44                      | 5 610                | ZDA                    |                                                                 | 1993–Present    |
| Mikojan-Gurevič MiG-19            | 5 500                | Sovjetska zveza        | A                                                               |                 |
| Sopwith Camel                     | 5 497                | Združeno kraljestvo    | Lovec prve svetovne vojne                                       | 1917–1918       |
| Mil Mi-2                          | 5 497                | Sovjetska zveza        | Proizvajan tudi na Poljskem                                     | 1965–1985       |
| Cessna AT-17 Bobcat               | 5 422                | ZDA                    |                                                                 |                 |
| Bristol F.2 Fighter               | 5 329                | Zdruežno kraljestvo    |                                                                 | 1916–1927       |
| Martin B-26 Marauder              | 5 288                | ZDA                    |                                                                 |                 |
| Stinson 108                       | 5 260                | ZDA                    |                                                                 | 1946–1950       |
| Iljušin Il-4                      | 5 256                | Sovjetska zveza        |                                                                 | 1942–1944       |
| Royal Aircraft Factory S.E.5      | 5 205                | Zdruežno kraljestvo    |                                                                 | 1917–1918       |
| McDonnell Douglas F-4 Phantom II  | 5 195                | ZDA                    |                                                                 | 1958–1981       |
| Cessna 170                        | 5 174                | ZDA                    |                                                                 | 1948–1956       |
| Mikojan-Gurevič MiG-23            | 5 047                | Sovjetska zveza        |                                                                 | 1967–1985       |
| Jakovljev Jak-12                  | 5 000                | Sovjetska zveza        |                                                                 |                 |
| Grunau Baby IIb                   | 5 000~               | Nemčija                |                                                                 | 1932–?          |